# The Sound of Girls Aloud: Greatest Hits
The Sound of Girls Aloud: Greatest Hits — первый, за пять лет существования группы Girls Aloud, сборник лучших хитов, издан в 2006 году.

## Об альбоме
В диск вошли композиции с альбомов Sound of The Underground, What Will the Neighbours Say, Chemistry и два новых хита записанных специально для этого релиза. Диск вышел 30 октября 2006 года и стал первым альбомом группы, достигшим первого места по продажам. Всего было продано более миллиона копий диска.

## Список композиций

### Standard UK Edition
1. Sound Of The Underground — 3:41

2. Love Machine — 3:25

3. Biology — 3:35

4. No Good Advice — 3:48

5. I'll Stand By You — 3:43

6. Jump — 3:39

7. The Show — 3:36

8. See The Day — 4:04

9. Wake Me Up — 3:27

10. Life Got Cold — 3:57

11. Something Kinda Ooooh — 3:22

12. Whole Lotta History — 3:37

13. Long Hot Summer — 3:52

14. Money — 4:13

15. I Think We're Alone Now — 3:18

### LTD Edition Bonus cd
1. No Good Advice (previously unreleased parental advisory version) — 3:48

2. Wake Me Up (previously unreleased original version — different verses) — 3:27

3. I Predict a Riot (live from Wembley) — 4:40

4. Sound of the Underground (previously unreleased studio demo) — 3:35

5. Hanging on the Telephone (previously unreleased studio demo) — 2:39

6. Loving Is Easy (B-side to «Wake Me Up» picture disc, previously unavailable on CD) — 3:01

7. Singapore (previously unreleased track from Chemistry album session) — 3:00

8. Sacred Trust (previously unreleased version recorded during Popstars: The Rivals) — 5:01

## Позиции вчартах
| Чарты (2006)                 | Место позиция | Статус      |
| ---------------------------- | ------------- | ----------- |
| Английский чарт              | 1             | 3 x платина |
| Ирландский чарт              | 9             | платина     |
| Европейский Billboard        | 4             | платина     |
| Эстонский чарт               | 17            |             |
| Английский чарт (конец 2006) | 16            |             |

| Чарты (2008)    | Место позиция | Статус |
| --------------- | ------------- | ------ |
| Английский чарт | 44            |        |

| Чарты (2009)    | Место позиция | Статус |
| --------------- | ------------- | ------ |
| Английский чарт | 6             |        |
| Ирландский чарт | 38            |        |

## Над альбомом работали

### Авторы
- Girls Aloud
- Миранда Купер
- Брайан Хиггинс

### Состав
- Шерил Коул
- Кимберли Уолш
- Сара Хардинг
- Никола Робертс
- Надин Койл